# Memil-buchimgae
Le memil-buchimgae (메밀부침개) ou crêpe de sarrasin est une variété de buchimgae, ou crêpe coréenne. C'est un plat ressemblant à une crêpe faite d'une fine pâte de sarrasin et de chou napa.
Avec d'autres plats à base de sarrasin, c'est une spécialité locale traditionnelle de la province de Gangwon, où le sarrasin est largement cultivé en raison de son climat montagneux plus frais. Les comtés de Pyeongchang et de Jeongseon sont célèbres pour leurs plats à base de sarrasin tels que le memilmuk (gelée de sarrasin) et le memilguksu (nouilles de sarrasin). Le plus grand festival local de Pyeongchang s'appelait le festival Memilbuchigi avant d'être rebaptisé Festival de Pyeongchang en 2015 (Memilbuchigi signifie memilbuchimgae en dialecte de Gangwon). On peut voir de nombreux memilbuchimgae au marché de Pyeongchang, un marché de producteurs qui se tient à Pyeongchang tous les cinq jours.

## Préparation
La pâte est préparée en mélangeant de la farine de sarrasin et de l'eau jusqu'à obtenir une consistance fine. Parfois, une petite quantité de farine de blé ou d'amidon peut y être ajoutée car le sarrasin contient moins d'éléments glutineux. De manière traditionnelle, le sarrasin mélangé à l'eau est broyé à l'aide d'une meule et la pâte est passée au tamis. La pâte filtrée est cuite sur un sodang (소당) qui est le couvercle d'un sot (솥, une grande marmite traditionnelle) et utilisé pour la cuisson à la poêle. Plusieurs morceaux de chou napa salé et d'oignons verts déchirés verticalement sont posés sur le sodang chauffé, et la pâte à frire est versée dessus par leur marge. Le kimchi acidulé peut être remplacé par le chou. Lors de la préparation des memilbuchimgae, la pâte à frire doit être versée finement car les memilbuchimgae épais sont considérés comme moins délicieux. L'huile de périlla est utilisée pour cuire le plat.

## Aliments avec lememilbuchimgae
Memilbuchimgae peut être un ingrédient pour préparer d'autres plats comme le memil chongtteok (메밀총떡) ou également appelé memil jeonbyeong (메밀전병). Le plat est formé comme une boulette ou un wrap farci de tout ingrédient disponible selon la recette, le goût ou la région. Dans la région de Jeju, le plat est appelé bingtteok (빙떡) ou Jejudo bindaetteok et farci de radis râpé bouilli. Les farces couramment utilisées dans la province de Gangwon sont des japchae (salade de nouilles), du kimchi aigre râpé, du radis, des oignons verts, de l'ail et du porc ou du calmar qui sont assaisonnés et sautés ensemble. Dans la région de Pyeongchang, les nouilles semi-transparentes appelées cheonsachae (천사채), qui sont faites à partir de varech, sont particulièrement utilisées,.
Le plat est considéré comme un bon anju car la combinaison du goût savoureux et un peu mélangé du memilbuchimgae et du goût piquant de l'intérieur fait un bon compagnon pour boire des boissons alcoolisées.